# Sowiecka Formuła 3 Sezon 1970
Sezon 1970 był jedenastym sezonem Sowieckiej Formuły 3.
Początkowo sezon miał składać się z trzech rund, rozgrywanych we wrześniu. Rozwiązanie to zostało oprotestowane przez kierowców ze względu na niemożność dokonania napraw bądź poprawek w tak krótkich odstępach czasu. W efekcie tego zorganizowano tylko jeden wyścigi rangi mistrzowskiej, w czerwcu. Wygrał do Władimir Grekow (Estonia 9M).

## Kalendarz wyścigów
| Runda | Data      | Tor   | Pole position | Najszybsze okrążenie | Zwycięzca (kierowcy) | Zwycięzca (zespoły) |
| ----- | --------- | ----- | ------------- | -------------------- | -------------------- | ------------------- |
| 1     | 7 czerwca | Mińsk | ?             | ?                    | Władimir Grekow      | Spartak Krasnodar   |

## Klasyfikacja kierowców
| Legenda oznaczeń w tabelach wyników Wyświetl szablon na nowej stronie | Legenda oznaczeń w tabelach wyników Wyświetl szablon na nowej stronie                                                                     |
| Oznaczenie                                                            | Wyjaśnienie |
| --------------------------------------------------------------------- | --- |
| Złoty                                                                 | Zwycięzca lub mistrzostwo |
| Srebrny                                                               | 2. miejsce lub wicemistrzostwo |
| Brązowy                                                               | 3. miejsce lub II wicemistrzostwo |
| Zielony                                                               | Ukończył, punktował (w klasyfikacji generalnej, gdy zdobył co najmniej jeden punkt na przestrzeni sezonu, poza trzema powyższymi opcjami) |
| Niebieski                                                             | Ukończył, nie punktował (w klasyfikacji generalnej, gdy nie zdobył co najmniej jednego punktu na przestrzeni sezonu)                      |
| Czerwony                                                              | Nie zakwalifikował się (NZ) |
| Czerwony                                                              | Nie prekwalifikował się (NPK) |
| Różowy                                                                | Nie ukończył (NU) |
| Różowy                                                                | Niesklasyfikowany (NS) (w klasyfikacji generalnej, gdy nie został sklasyfikowany w żadnym wyścigu sezonu)                                 |
| Czarny                                                                | Zdyskwalifikowany (DK) |
| Czarny                                                                | Wykluczony (WYK/EX) |
| Biały                                                                 | Nie wystartował (NW) |
| Biały                                                                 | Kontuzjowany (K/INJ) |
| Biały                                                                 | Wyścig odwołany (OD/C) |
| Bez koloru                                                            | Został wycofany (WYC/WD) |
| Bez koloru                                                            | Nie przybył (NP/DNA) |
| Bez koloru                                                            | Nie brał udziału w treningach (NT/DNP) |
| Bez koloru                                                            | Nie został zgłoszony (–) |
| Pogrubienie                                                           | Start z pole position |
| Kursywa                                                               | Najszybsze okrążenie wyścigu |
| †                                                                     | Nie ukończył, ale jego rezultat został zaliczony ze względu na przejechanie więcej niż 90% dystansu wyścigu.                              |
| *                                                                     | Sezon w trakcie |
| 1/2/3                                                                 | Punktowana pozycja w sprincie kwalifikacyjnym                                                                                             |
| Lista systemów punktacji Formuły 1                                    | |

| Poz. | Kierowca            | Zespół            | MSK |
| ---- | ------------------- | ----------------- | --- |
| 1    | Władimir Grekow     | Spartak Krasnodar | 1   |
| 2    | Henry Saarm         | Kalev Tallinn     | 2   |
| 3    | Giennadij Żarkow    | Trud Moskwa       | 3   |
| 4    | Petr Jewstafjew     | DOSAAF Ryga       | 4   |
| 5    | Ivo Hange           | Spartak Leningrad | 5   |
| 6    | Szota Mamrikiszwili | Spartak Tbilisi   | 6   |